# 阿菲爾
36°46′03″N 3°42′10″E / 36.767596°N 3.7029°E

阿菲爾（阿拉伯语：‎），是阿爾及利亞的城鎮，位於該國北部，由布米爾達斯省負責管轄，由代利斯區負責管轄，面積62平方公里，2008年人口13,223，人口密度每平方公里213人。